# Euphorbia candelabrum
Euphorbia candelabrum là một loài thực vật có hoa trong họ Đại kích. Loài này được Trémaux ex Kotschy mô tả khoa học đầu tiên năm 1857.

## Hình ảnh

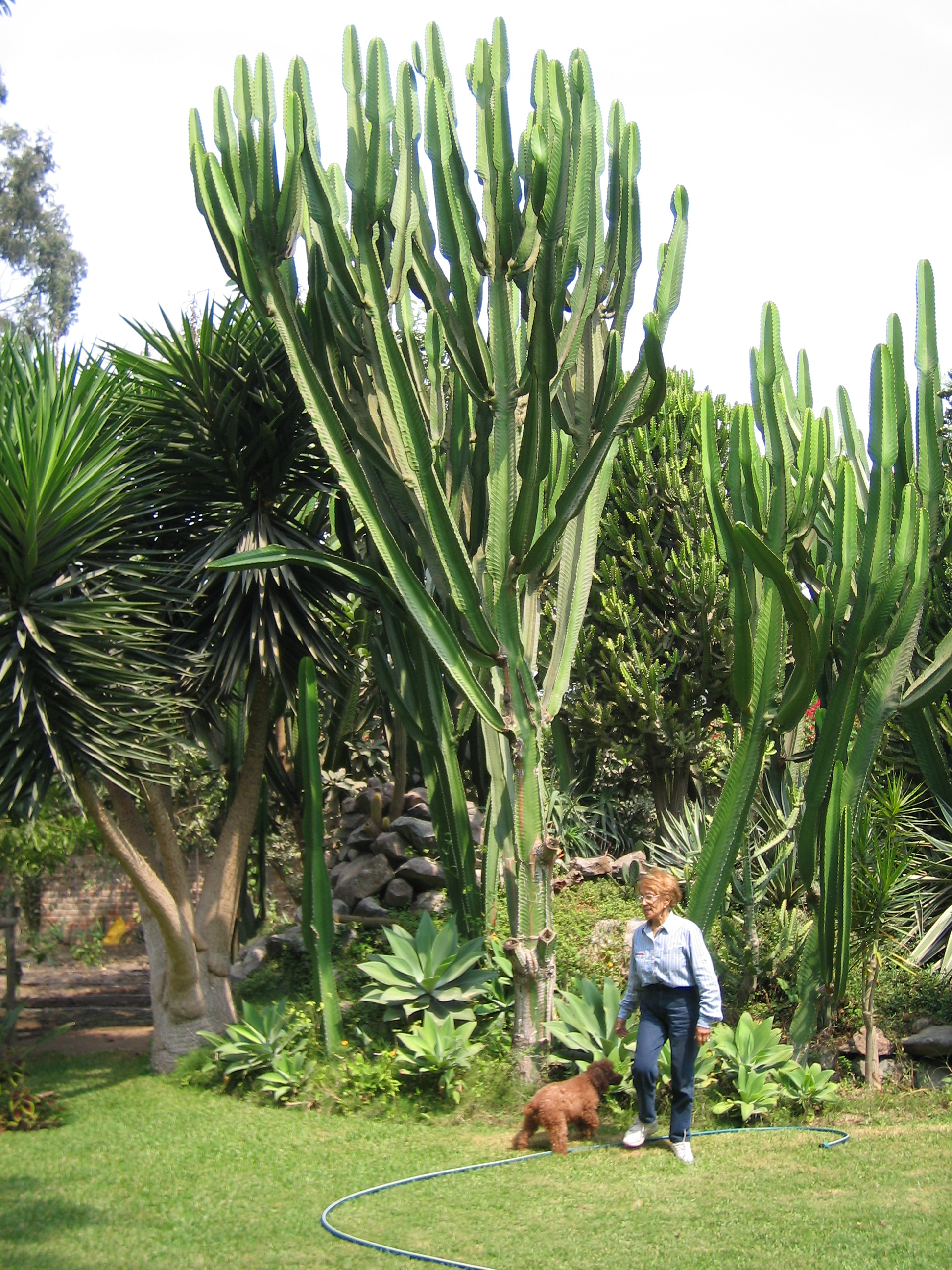
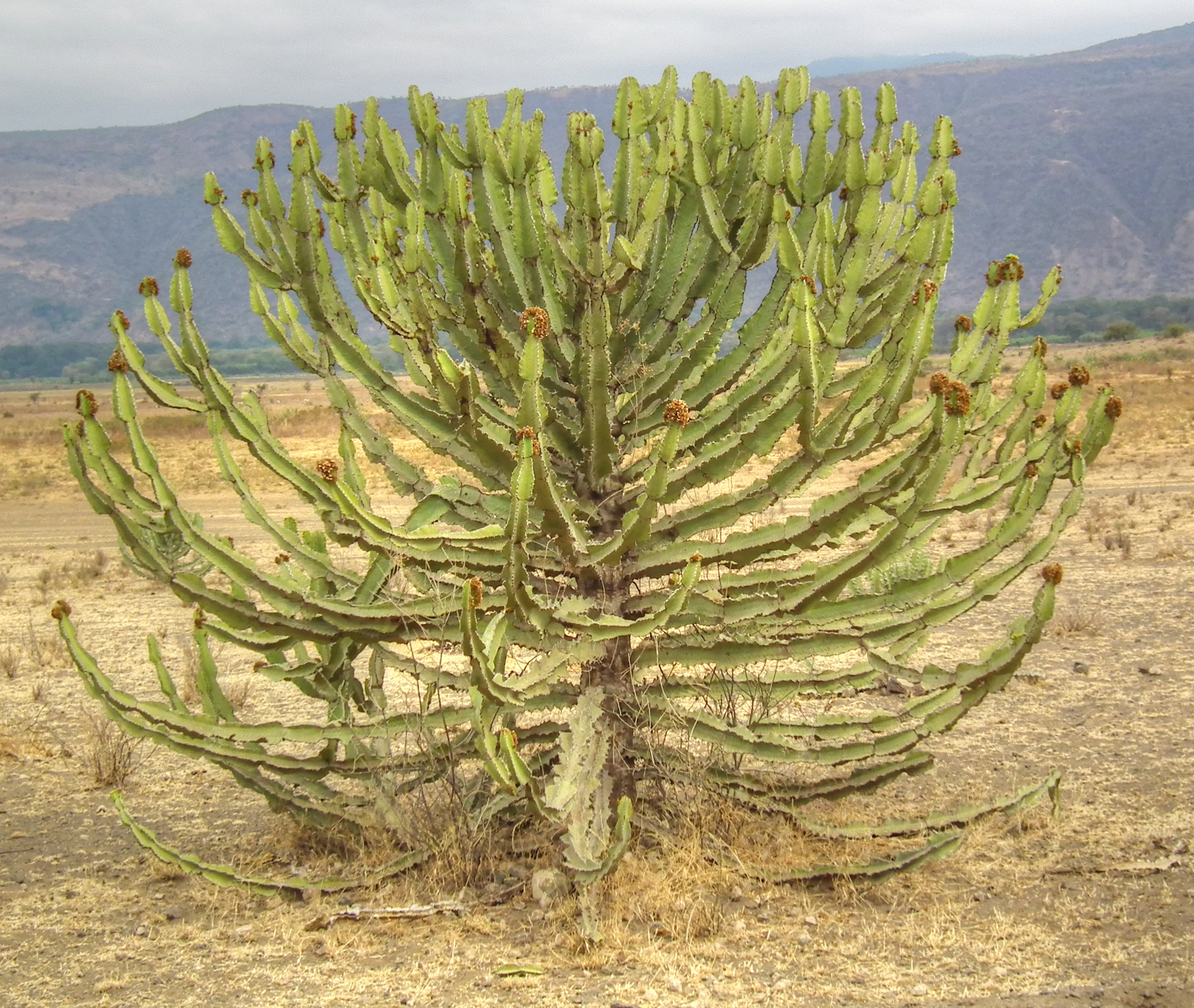
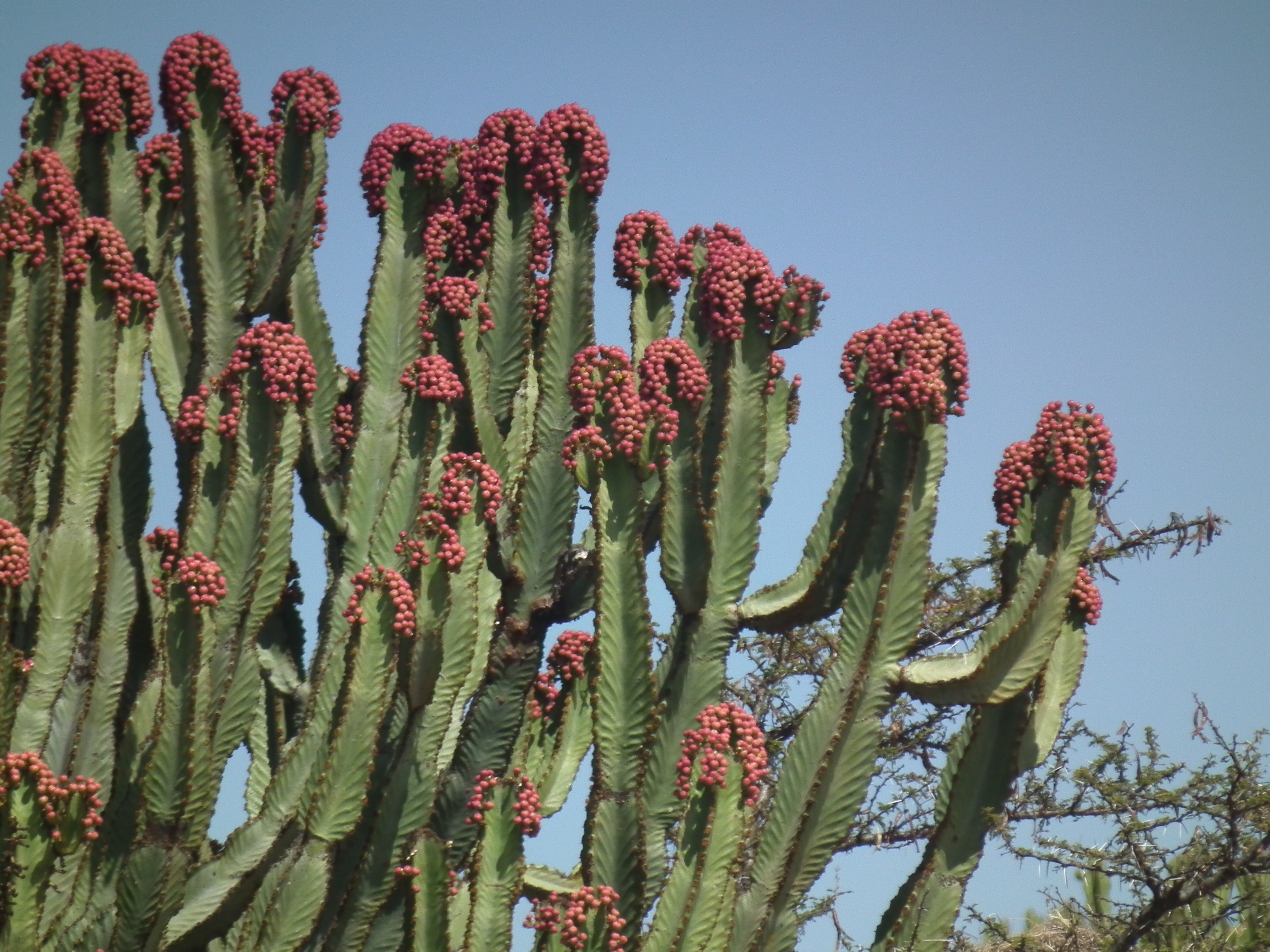
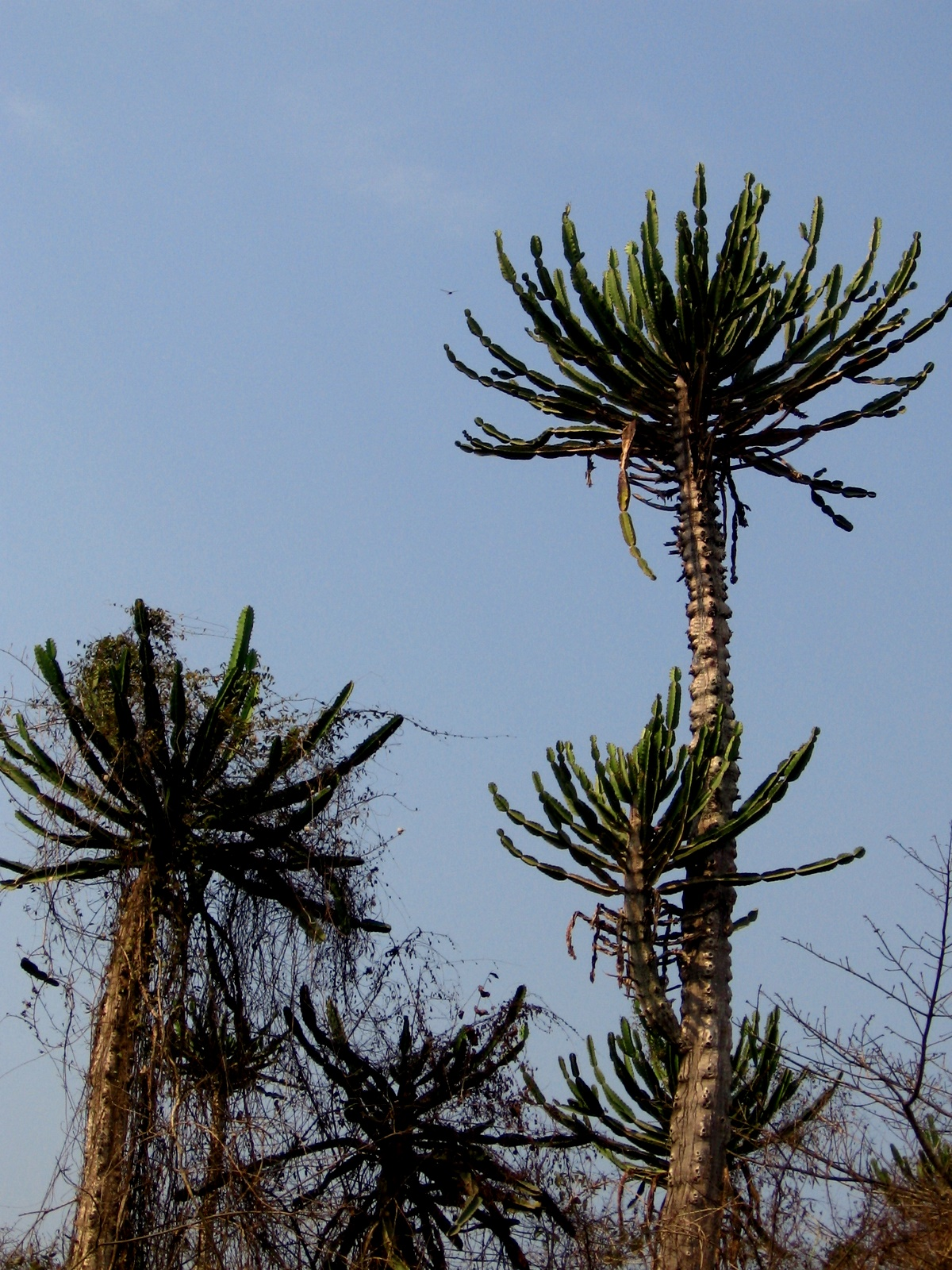
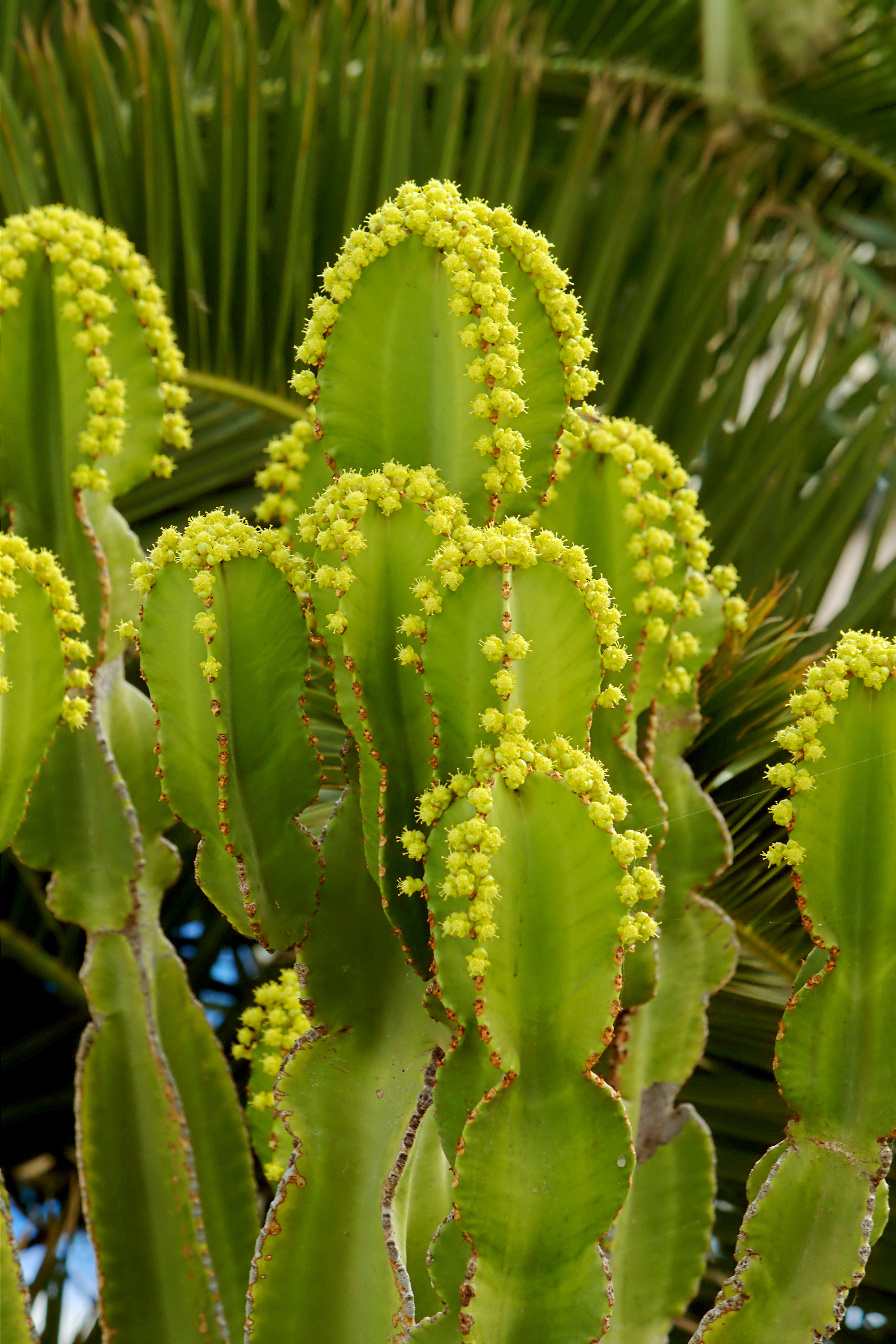
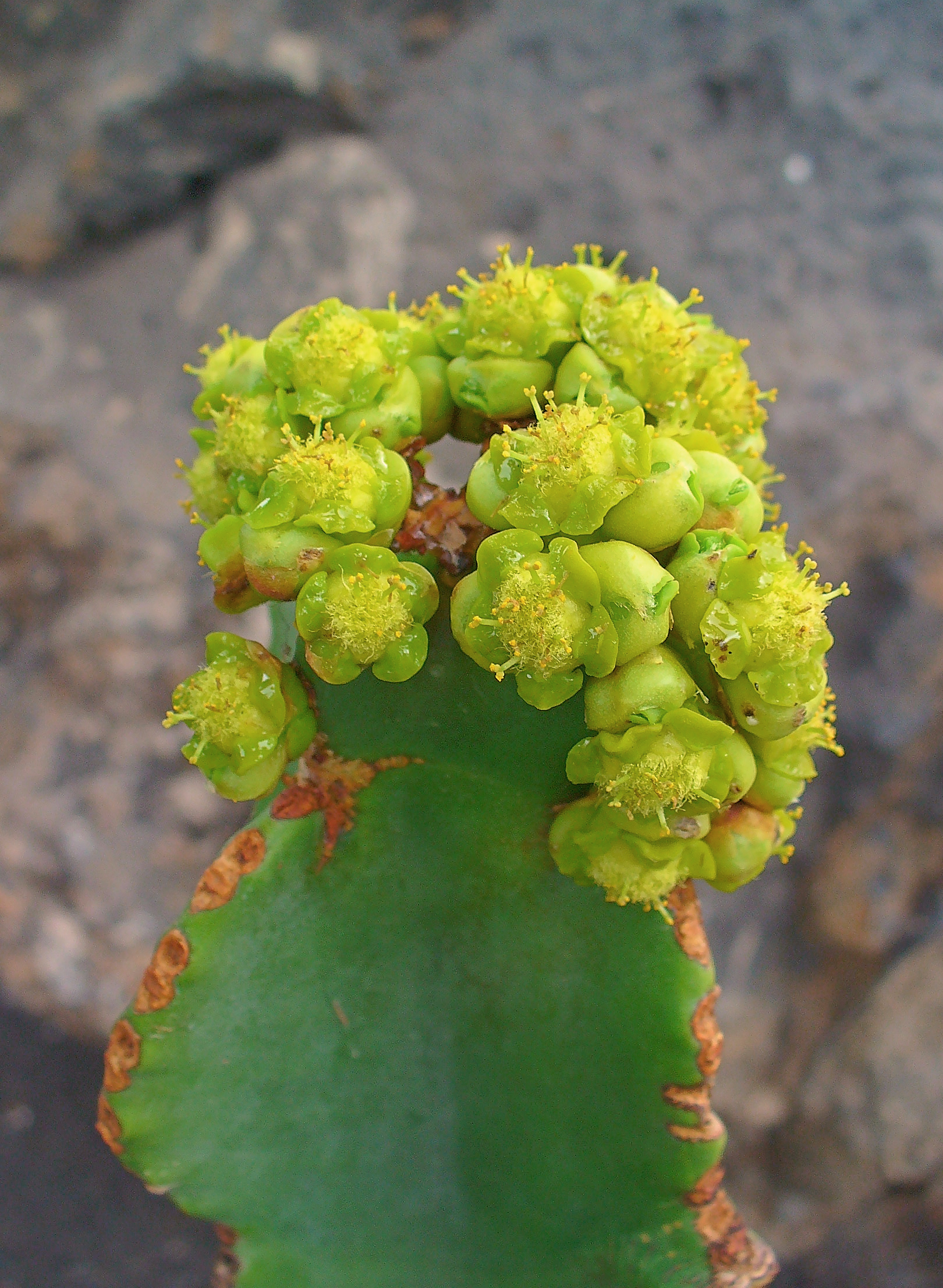
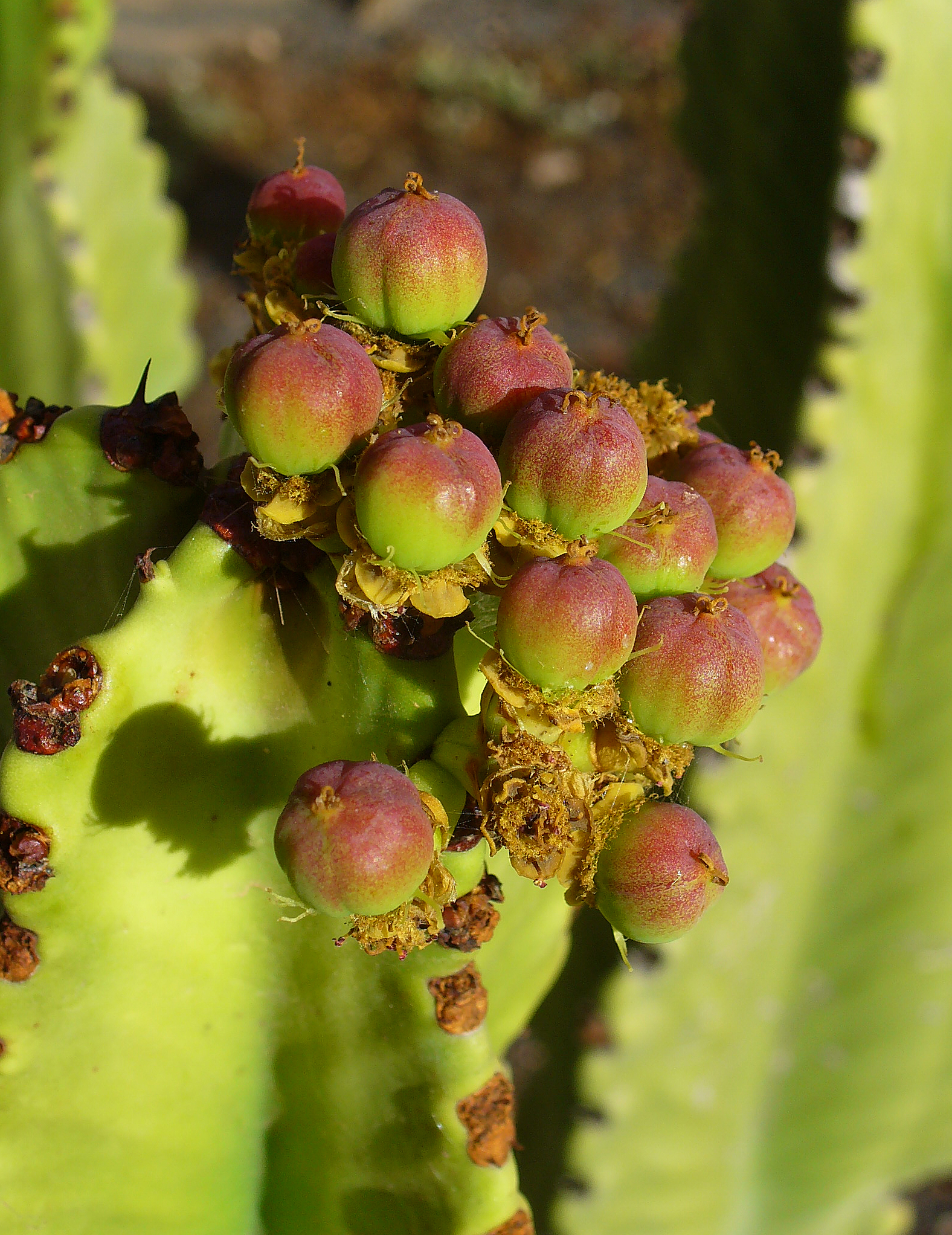